# Regionalne stacje radiowe BBC

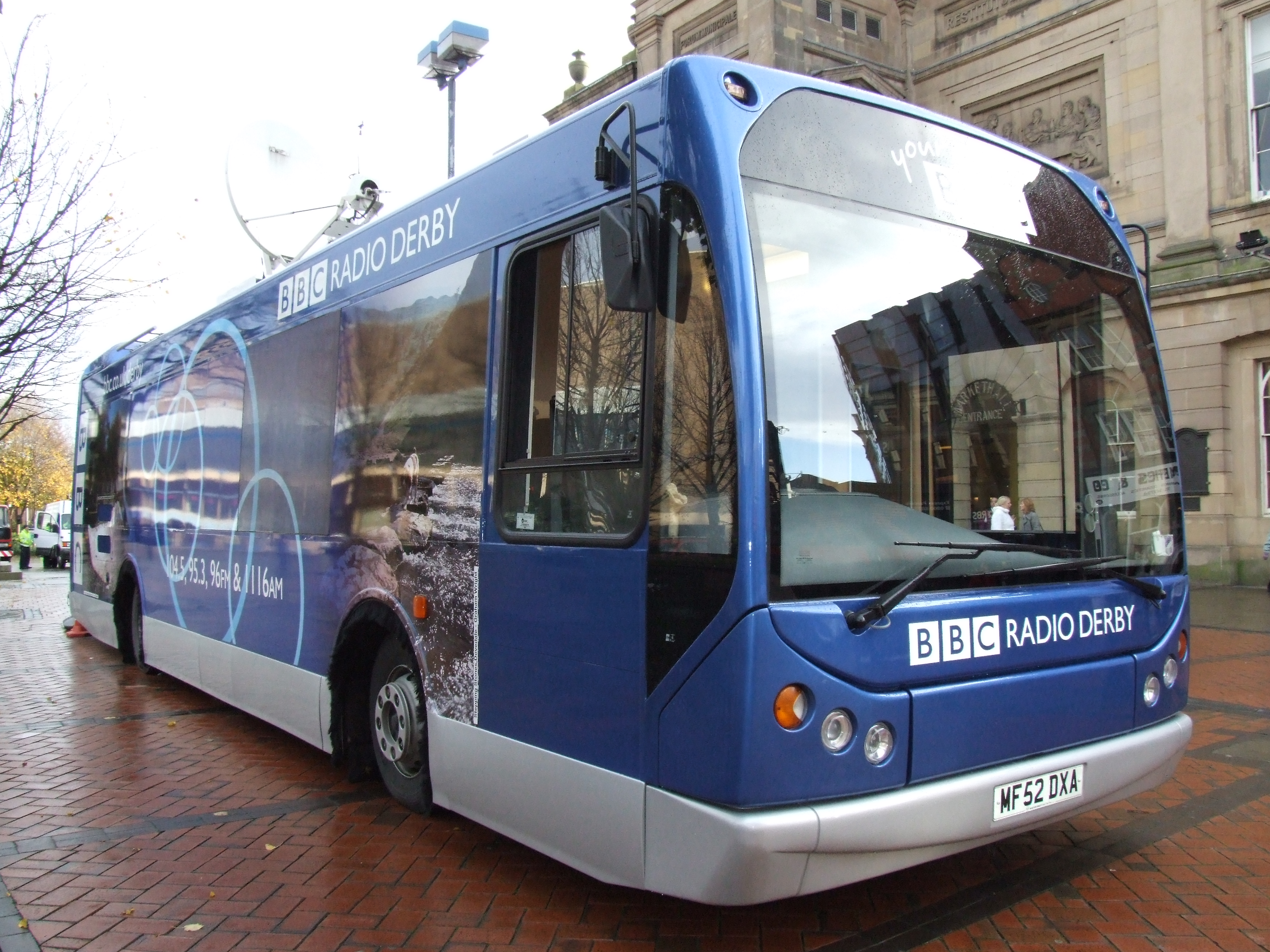
Mobilne studio BBC Radio Derby

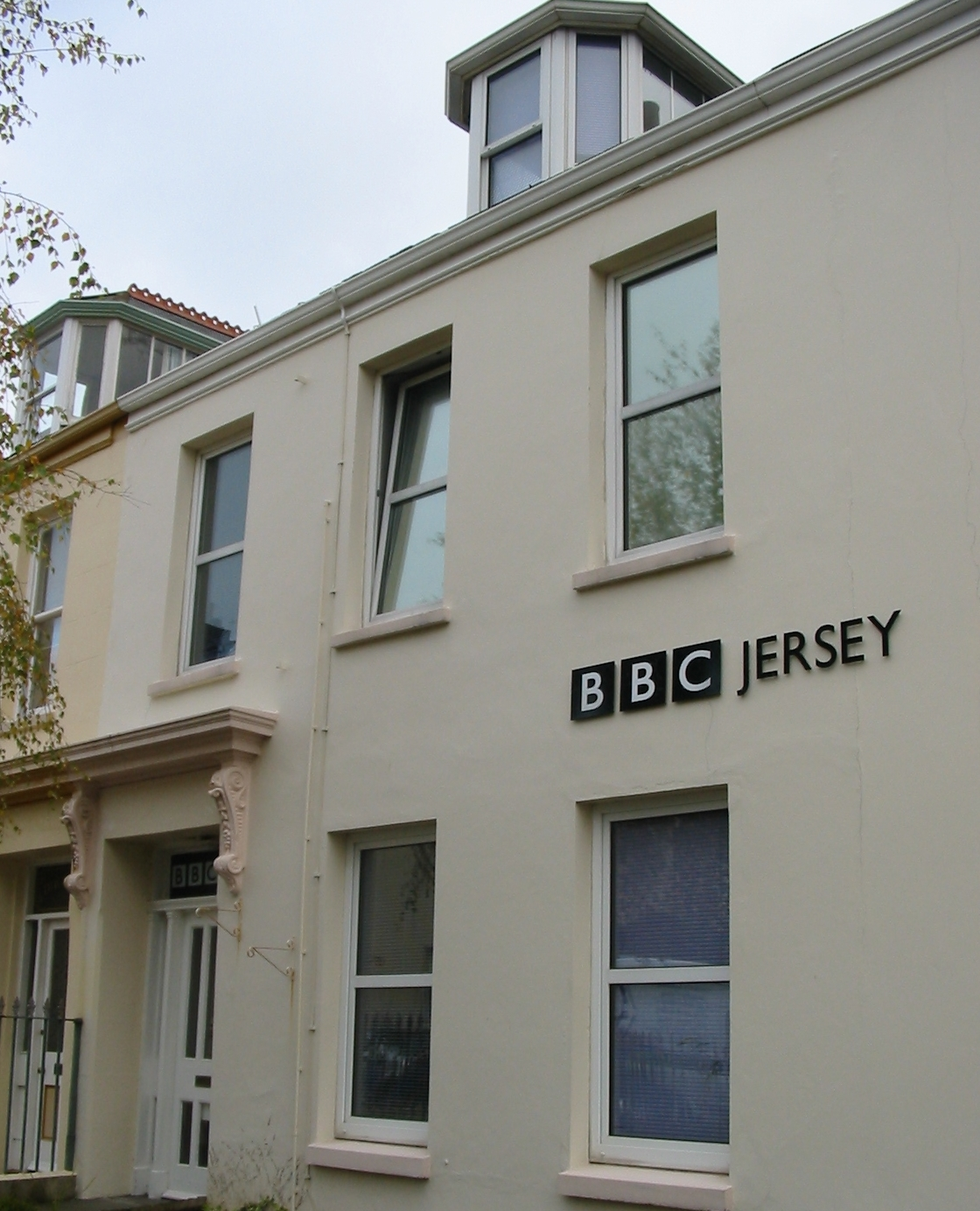
Siedziba BBC Radio Jersey

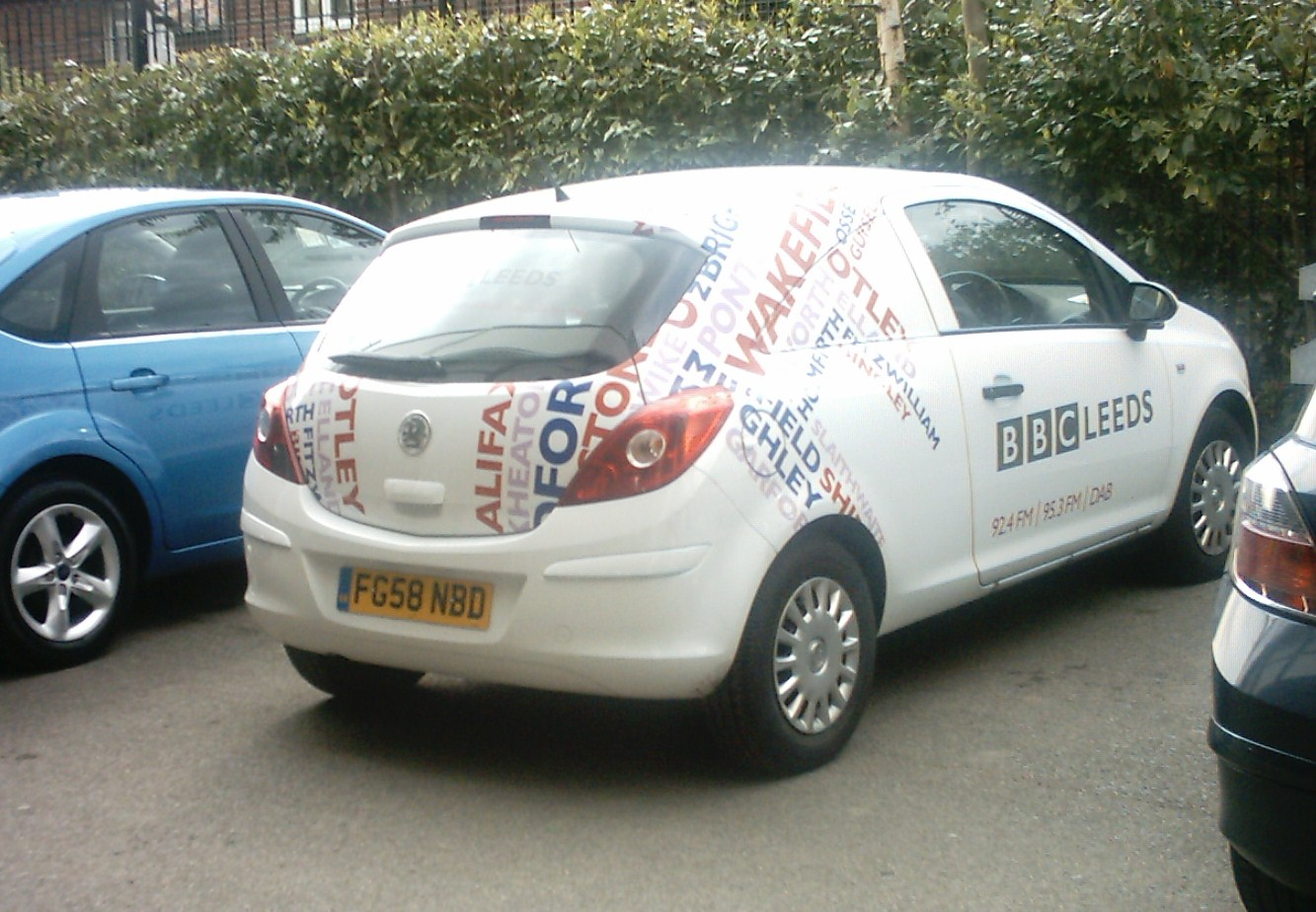
Wóz reporterski BBC Radio Leeds

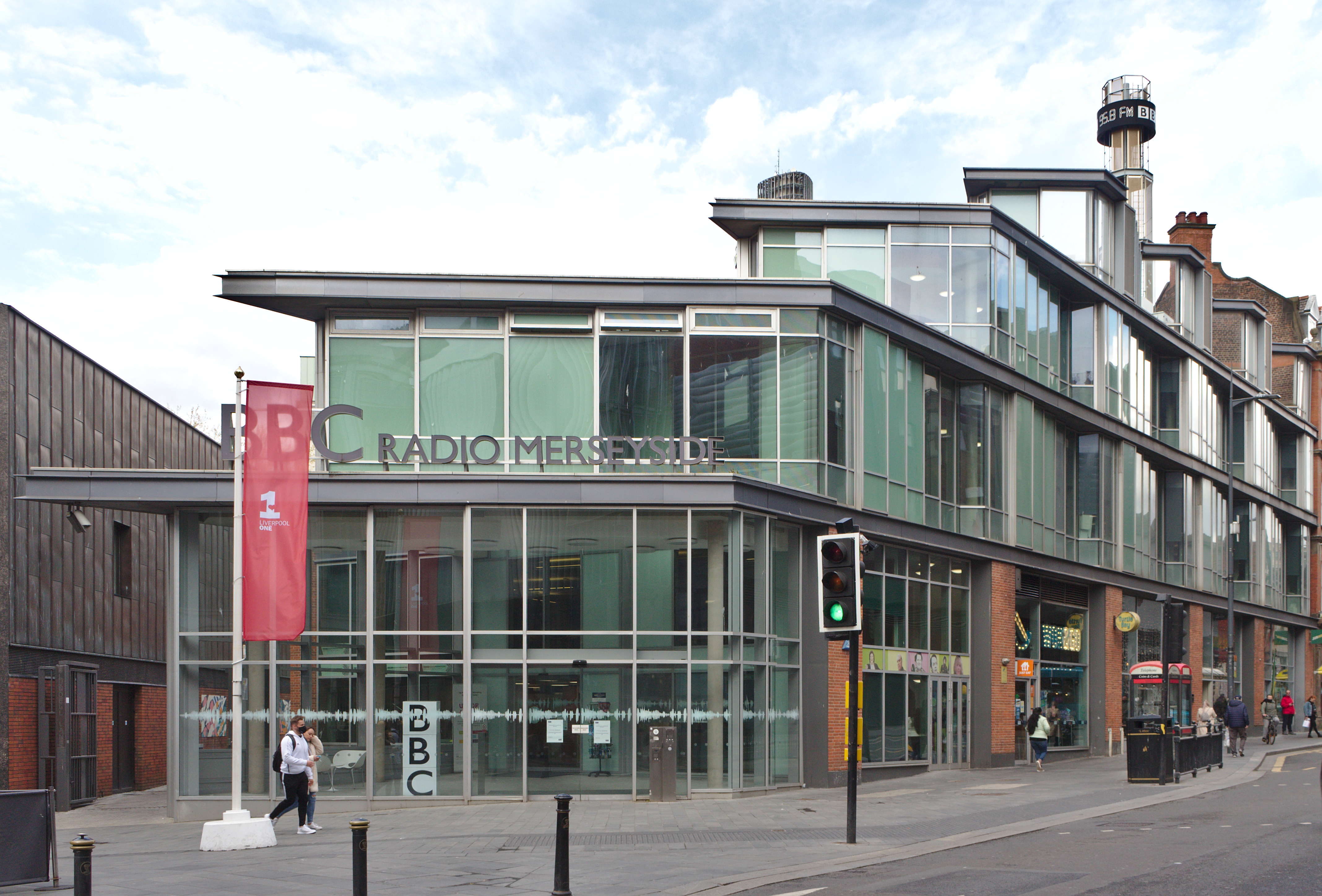
Siedziba BBC Radio Merseyside

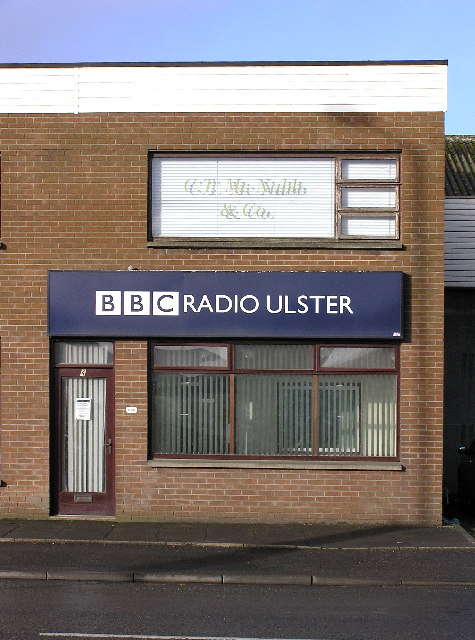
Terenowe biuro BBC Radio Ulster w Omagh

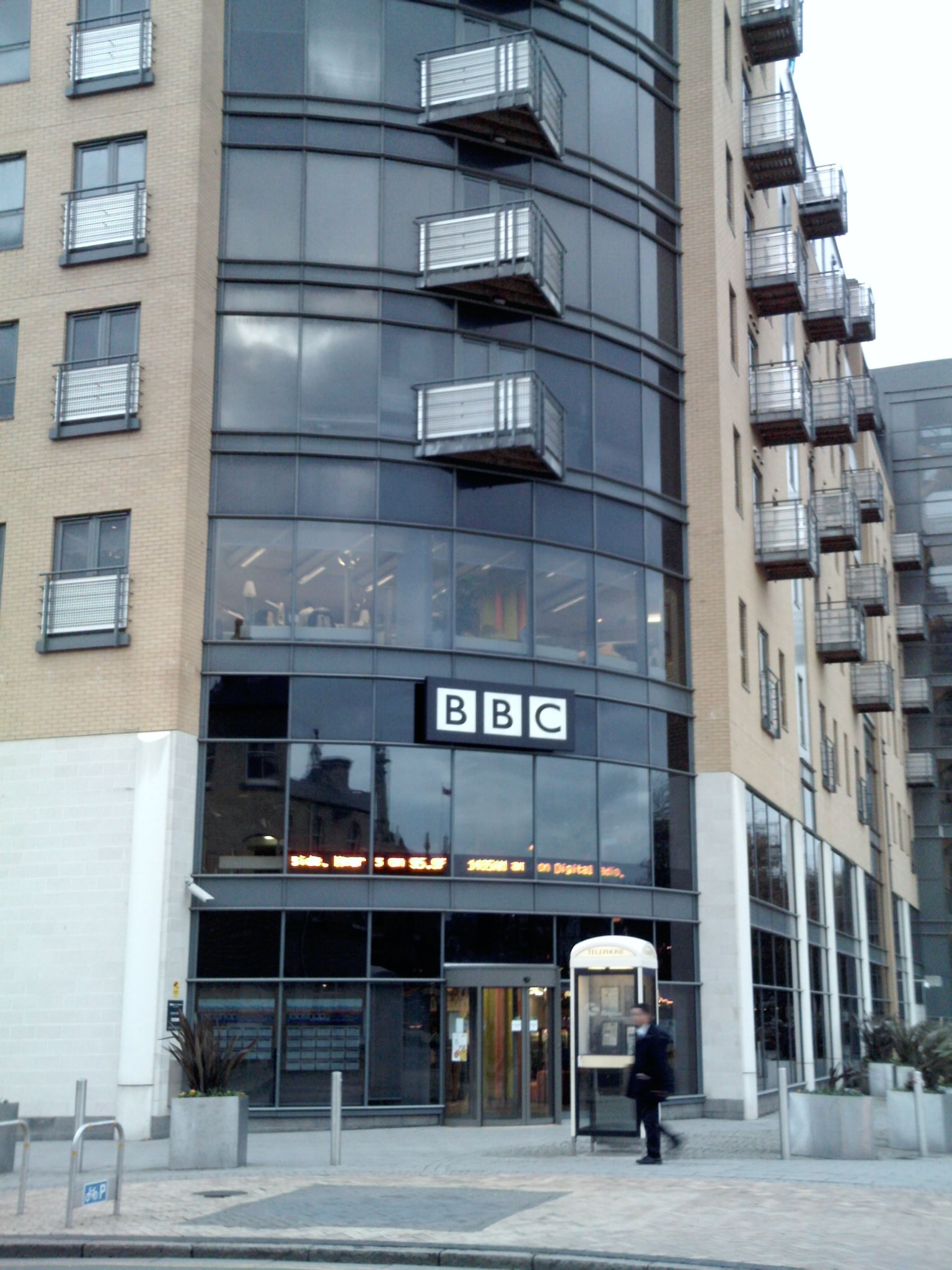
Siedziba BBC Radio Humberside

BBC nadaje 46 kanałów radiowych adresowanych do mieszkańców poszczególnych części Wielkiej Brytanii. Sześć z nich ma status „narodowych” (Nations). W tej grupie znajdują się po dwie stacje dla Szkocji, Walii i Irlandii Północnej. Cztery z nich nadają po angielsku, a dwie w tradycyjnych językach lokalnych. Pozostałych 40 stacji to tzw. angielskie stacje lokalne (BBC Local Radio), kierowane do mieszkańców angielskich regionów oraz Wysp Normandzkich.
Angielskie stacje mają także logo stworzone według tego samego schematu - na środku purpurowego kwadratu znajduje się logo BBC oraz nazwa stacji i jej częstotliwość, a powyżej i poniżej napisane różnymi charakterami „odręcznego” pisma nazwy najważniejszych obsługiwanych przez stację miejscowości.

## Lista stacji
W nawiasach podano miasta będące główną siedzibą stacji.

### Nations
- BBC Radio Cymru (Cardiff, Bangor; stacja w języku walijskim)
- BBC Radio Wales (Cardiff)
- BBC Radio nan Gàidheal (Glasgow, Stornoway; stacja w języku szkockim gaelickim)
- BBC Radio Scotland (Glasgow)
- BBC Radio Ulster (Belfast)
  - BBC Radio Foyle (Derry)

### BBC Local Radio
- BBC Coventry and Warwickshire (Coventry)
- BBC Essex (Chelmsford)
- BBC Hereford and Worcester (Worcester)
- BBC Radio Berkshire (Caversham)
- BBC Radio Bristol (Bristol)
- BBC Radio Cambridgeshire (Cambridge)
- BBC Tees (Middlesbrough)
- BBC Radio Cornwall (Truro)
- BBC Radio Cumbria (Carlisle)
- BBC Radio Derby (Derby)
- BBC Radio Devon (Plymouth)
- BBC Radio Gloucestershire (Gloucester)
- BBC Guernsey (St Sampson’s)
- BBC Radio Humberside (Kingston upon Hull, Grimsby)
- BBC Radio Jersey (Saint Helier)
- BBC Radio Kent (Royal Tunbridge Wells)
- BBC Radio Lancashire (Blackburn)
- BBC Radio Leeds (Leeds)
- BBC Radio Leicester (Leicester)
- BBC Lincolnshire (Lincoln)
- BBC London 94.9 (Londyn)
- BBC Radio Manchester (Manchester)
- BBC Radio Merseyside (Liverpool)
- BBC Newcastle (Newcastle)
- BBC Radio Norfolk (Norwich)
- BBC Radio Northampton (Northampton)
- BBC Radio Nottingham (Nottingham)
- BBC Radio Oxford (Oksford)
- BBC Radio Sheffield (Sheffield)
- BBC Radio Shropshire (Shrewsbury)
- BBC Radio Solent (Southampton)
- BBC Radio Stoke (Stoke-on-Trent)
- BBC Radio Suffolk (Ipswich)
- BBC Radio York (York)
- BBC Somerset (Taunton)
- BBC Surrey (Guildford)
- BBC Sussex (Brighton)
- BBC Three Counties Radio (Luton, Milton Keynes)
- BBC Wiltshire (Swindon)
- BBC WM (Birmingham)